# موتور دوشنبة روشني
موتور دوشنبة روشني (بالإنجليزية: Mowtowr-e Dushanbeh Rushni)‏ هي منطقة سكنية تقع في سيستان وبلوتشستان في إيران. يقدر عدد سكانها بـ 269 نسمة .